# Xelia Mendes-Jones
Xelia Mendes-Jones est un acteur et mannequin britannique transgenre avec des origines indiennes. Il utilise les pronoms he/him et they/them en anglais,.
Mendes-Jones s'est fait connaître en 2023 dans la saison 2 de la série  La Roue du temps, où il incarne le personnage de Renna. En 2024, il a fait sa deuxième apparition à l'écran dans le rôle de Dane dans la série Fallout, tirée de la franchise de jeux vidéo de rôle du même nom et développée notamment par Jonathan Nolan. Mendes-Jones joue également aux côtés de Tom Hardy et Forest Whitaker dans le film Havoc, dont la sortie est prévue en 2024 sur Netflix.

## Biographie
Mendes-Jones a grandi à Londres. Il a étudié l'anglo-saxon, le norrois et le celtique à l'université de Cambridge (St Catharine's College), suivi d'une formation en art dramatique à l'Identity School of Acting à Londres. Pendant ses études à Cambridge, il fait également ses premières expériences de mannequin et défile notamment à la London Fashion Week pour Emilio de la Morena.

## Filmographie

### Cinéma
- 2025 : Ravage (Havoc) de Gareth Evans : Johnny

### Télévision
- 2024 : Fallout : Dane
- 2023 :  La Roue du temps : Renna